# 侯知道
侯知道（?—?），唐朝中期灵州灵武（治今宁夏吴忠市西北）人。
侯知道给父母守丧时，亲自挖墓穴堆起坟头，都是自己一个人干的，乡里的人过来帮忙，他哭着拒绝了。在坟墓旁边建起来茅屋守丧，哭泣没有节制，侯知道一共为父母守丧七年。侯知道头上积满尘垢，经常夜半趴在坟上，跺着脚哭，鸟兽也为他悲号。李华作《二孝赞》表彰侯知道和程俱罗的孝行，其中称赞侯知道：“至哉侯氏，创巨病殷。手足胼胝，以成高坟。夜黑飙动，如临鬼神。哭无常声，迥彻苍旻。”